# 帕延奇諾
帕延奇諾是波蘭的城鎮，位於該國南部，距離琴斯托霍瓦約40公里，由羅茲省負責管轄，面積20.21平方公里，2006年人口6,674。2010年1月22日，該鎮的煤礦作業造成黎克特制4.42級地震。

## 外部連結
- Niezależny Portal Pajęczna （页面存档备份，存于）
- Official town website （页面存档备份，存于）
- Map, via mapa.szukacz.pl （页面存档备份，存于）

51°09′N 19°00′E / 51.150°N 19.000°E